# Jerzy Wójcik (muzyk)
Jerzy Wójcik (ur. 6 października 1946 w Krakowie, zm. 10 grudnia 1989 tamże) – polski pieśniarz folkowy, muzyk rockowy, wokalista, gitarzysta, mandolinista, bandżysta, skrzypek, anglista, autor tekstów, kompozytor, a także karateka.

## Życiorys
Ukończył 5-letnie Technikum Energetyczne przy ul. Loretańskiej w Krakowie. Absolwent anglistyki w Instytucie Filologii Angielskiej na Uniwersytecie Jagiellońskim w Krakowie. Na studia dostał się jako gitarowy i anglistyczny samouk. W międzyczasie dawał recitale solowe, wykonując głównie repertuar dylanowski po angielsku i współpracował ze Zdrojem Jana.  

Ktoś zaprowadził Rycha i mnie do Paderewianum, gdzie Jerzy Wójcik, otoczony prześlicznymi anglistkami właśnie dawał recital dylanowski – nie pamiętam, ale nigdy nie zapomnę tego widoku i mojego wrażenia. Wkrótce Wójcik był nasz. Jego muzykalność, „multiinstrumenalność”, dobra angielszczyzna, obycie w muzyce anglosaskiej, bluesowe zacięcie, oraz niezłe ego – uzupełniły wszystkie nasze braki.

To właśnie on wprowadził do repertuaru krakowskiej grupy folkową zbitkę repertuarową, nazywaną Tunelem Aerodynamicznym. Po ukończeniu studiów obronił pracę magisterską dotyczącą obrazu Ameryki w twórczości Boba Dylana. W 1978 roku po koncercie swojego idola w Londynie udało mu się zdobyć jego autograf. Podsunął mu także do podpisania swoją pracę dyplomową na jego temat a drugą kopię podarował piosenkarzowi.     

Był i pozostał trochę self-made manem i w pełni autoperfekscjonistą. Również po latach w często dalekich od muzyki konkurencjach. To on wniósł do Zdroju Jana oprócz wielu innych spraw specyficzną brytyjskość i amerykańskość... Twórczość w pełni autorska łączyła się w przedziwnym Tunelu Aerodynamicznym z Dylanem, irlandzką klasyką i londyńskim buskerstwem Bonzo Dog Doo-Dah Band, dziwnym trafem grupy też o korzeniach z uczelni plastycznych.

Prezentowanie solowego recitalu On the Road w klubach z czasem przekształciło się w tercet występujący pod dowcipną, wymyśloną na poczekaniu nazwą Emeryt Big-Beata, Jego Kobita i Wolny Najmita, który współtworzyli jego żona Krystyna Święcicka-Wójcik (również studentka anglistyki na UJ, która współpracowała z zespołem Zdrój Jana) i Piotr Łopalewski (student plastyki na ASP, muzyk grający na instrumentach strunowych i współpracownik zespołu Zdrój Jana). Poza tym Wójcikowie dorabiali jako przewodnicy oprowadzający po Krakowie wycieczki z Wielkiej Brytanii. Po obronie swoich prac dyplomowych wyjechali do Londynu, gdzie spędzili ponad dwa lata, chodząc po klubach muzycznych, grywając w folkowych pubach, kupując niedostępne w kraju instrumenty i chłonąc kolorową atmosferę tzw. wolnego świata. W 1978 roku założyli w Krakowie zespół Little Ole Opry, uznawany za pierwszą formację bluegassową w Polsce. W 1980 w Studio Filmów Rysunkowych w Bielsku-Białej krakowianie nagrali swój jedyny longplay, który ukazał się dopiero w 2015 roku wraz z włączeniem go w skład dwupłytowego wydawnictwa, zatytułowanego Dedicated to Jerzy Wójcik. 18 marca 2015 roku w sali koncertowej Radia Kraków odbył się koncert promocyjny płyty. 
Muzyk jako pierwszy w Europie karateka kyokushin zdobył brązowy pas od mistrza w Holandii, oraz czarny pas. Prowadził także szkołę karate w Krakowie. W latach 80. z powodu postępującej choroby ograniczył koncertowanie. Zmarł 10 grudnia 1989 roku w wieku zaledwie 43 lat. Jest pochowany na Cmentarzu Prądnik Czerwony w Krakowie (LXX-1-12). W latach 90. i 2000. poświęcono mu kilka spotkań, na których występował Zdrój Jana i przyjaciele artysty. Jego niepublikowane, anglojęzyczne teksty posłużyły zespołowi do pierwszych przymiarek związanych z pracą nad albumem pt. CD z 2011 roku, zaś jego autorska piosenka pt. Blow Blow ukazała się na płycie.

## Dyskografia

### Nagrania radiowe i płytowe
Z zespołem Zdrój Jana:
- Nagrania radiowe (1969–1971): Anuncjata, Pieśń Telefoniczna, Ballada o Nutrońcach, Bioprądy, Jaka Ty Jesteś, Sonet 49, Kiedy Będę Żałował[12][13]
- „Zdrój Jana” – płyta dołączona do Wiadomości ASP Nr 46, czerwiec 2009 (wybór nagrań koncertowych zespołu, zarejestrowanych w Klubie ASP „Pod Ręką” w latach 1970–1972)[14]

Z zespołem Little Ole Opry:
- Dedicated to Jerzy Wójcik (2 CD Radio Kraków, 2015) – na tym dwupłytowym wydawnictwie znajduje się materiał nagrany przez zespół Little Ole Opry w 1980 roku[15]

## Filmografia[16]
- 1974: Żegnaj paro! (Muzyka i wykonanie muzyki: Zdrój Jana)
- 1977: Jak zbrzydło powidło (Wykonanie muzyki: Zdrój Jana)[17]